# Battaglia di Bacău
La battaglia di Bacău venne combattuta nel 1599 tra le forze di Michele il Coraggioso, voivoda (principe) di Valacchia e Transilvania, e quelle di Ieremia Movilă, voivoda di Moldavia. Lo scontro si chiuse con la vittoria dei valacco-transilvani e la fuga del voivoda Movilă.